# Feliks Różycki
Feliks Różycki (ur. 20 listopada 1887 w Radzanowie, zm. 13 stycznia 1981 w Łodzi) – geolog, wykładowca Uniwersytetu Łódzkiego.

## Życiorys
Urodził się w rodzinie rolniczo-rzemieślniczej. Był synem Józefa Różyckiego i Anny z domy Śidwińskiej. Ukończył szkołę w Płocku oraz warszawskie gimnazjum realne. Maturę w szkole prywatnej zdał w 1907. W związku z jego uczestnictwem w strajku szkolnym miał zakaz nauki w szkołach publicznych, co wpłynęło na zakaz studiów w granicach cesarstwa rosyjskiego. W 1907 ukończył Suworowski Kurs Kadecki w Warszawie, a następnie odbył służbę w wojskową, która skończyła się po roku, ze względu na sercowe problemy zdrowotne Różyckiego. W tym samym roku zdobył uprawnienia do nauczania matematyki w prywatnych szkołach. W latach 1909–1914 uczył przedmiotów przyrodniczych, matematyki i astronomii w szkołach średnich, m.in. w Szkole Handlowej w Garwolinie oraz gimnazjum Rontalera w Warszawie. W latach 1915–1916 był członkiem Straży Obywatelskiej w Warszawie, a w 1920 należał do służby pomocniczej podczas wojny polsko-bolszewickiej. W międzyczasie w latach 1915–1922 studiował geologię na Uniwersytecie Warszawskim, a 16 maja 1922 obronił doktorat pt. Studium geologiczne triasu okolic Będzina i Bobrownik. Opracował także podręczniki: Geografia elementarna dla szkół średnich na klasę II-ą. Cz. 1: Geografia astronomiczna (wyd. 1924). W latach 1922–1939 uczył geografii, geologii i astronomii w I Gimnazjum Męskim Magistratu m. st. Warszawy im. gen. Sowińskiego, gdzie prowadził również obserwatorium meteorologiczne. W 1924 uzyskał dyplom nauczyciela etatowego. W okresie 20-lecia międzywojennego brał udział w posiedzeniach komisji Ministerstwa WRiOP, Polskiego Towarzystwa Geograficznego, Zrzeszenia Polskich Nauczycieli Geografii i Towarzystwa Nauczycieli Szkół Średnich i Wyższych (ws. oceny programów, podręczników szkolnych, nauki geografii itd.).
Uczestniczył w licznych podróżach po Europie i Ameryce. W 1923 z ramienia Instytutu Geografii Uniwersytetu Warszawskiego brał udział w wyciecze w okolice Splitu, gdzie odkrył dowody młodych ruchów pionowych Gór Dynarskich. Był delegatem władz oświatowych w Niemczech w 1926, gdzie miał poznawać niemiecką organizację szkolnictwa. W 1927 poznawał organizację szkolnictwa w USA, gdzie odwiedzał polskie szkoły. W latach 1928–1930 działał w Komitecie Ochrony Brzegu Wisły na Bielanach, był autorem artykułu Brzeg Wisły na Bielanach pod Warszawą w „Przeglądzie Geograficznym” w 1929. Jego działalność przyczyniła się do objęcia ochroną Lasu Bielańskiego. Wydał również z Romanem Kobendzą i Tadeuszem Paszkowskim broszurę Bielany pod Warszawą. Przewodnik dla wycieczek geograficzno-przyrodniczych.
Różycki był skarbnikiem Zarządu Głównego Polskiego Towarzystwa Geograficznego w okresie od 1925 do 1939, a od 1927 należał również do jego Komisji Dydaktycznej. Od 1921 był członkiem Polskiego Towarzystwa Przyrodników im. Mikołaja Kopernika, od 1922 Polskiego Towarzystwa Geologicznego, a od 1924 National Geographical Society.
Po wybuchu II wojny światowej, jako oficer rezerwy we wrześniu 1939 został komendantem ochotniczego hufca pracy, wspomagającego jednostki obrony stolicy – był jednym dowódców w IV batalionie robotniczym. Po zajęciu Warszawy przez Niemców został aresztowany i uwięziony na Pawiaku. Został uwolniony po interwencji Stefana Starzyńskiego. W latach 1940–1944 pełnił funkcję dyrektora szkół (m.in. w latach 1941-1944 był dyrektorem I Gimnazjum Męskiego im. gen. Sowińskiego), uczestniczył w tajnym nauczaniu ogólnokształcącym. Po wybuchu powstania warszawskiego dostał się do niewoli. Trafił do obozu przejściowego w Pruszkowie.
W 1945 zamieszkał w Łodzi, gdzie był nauczycielem geografii i geologii w Państwowym Pedagogium, a następnie, a od 1953, w Liceum Pedagogicznym. W latach 1946–1951 prowadził Geograficzną Pracownię Dydaktyczną, jednocześnie w latach 1945–1947 oraz 1956-1961 wykładał paleontologię i geologię, a także był zastępcą kierownika Zakładu Geologii na Uniwersytecie Łódzkim. W latach 1947–1956 wykładał w Państwowej Wyższej Szkole Pedagogicznej, w latach 1951–1961 w Wieczorowej Szkole Inżynierskiej oraz na Politechnice Łódzkiej. W 1961 przeszedł na emeryturę.
Różycki zaangażowany był we współpracę z Państwowym Instytutem Geologicznym – wydawał rozprawy, materiały związane z odwiertami, a także mapy w skali 1:300 000 i 1:50 000. Publikował w „Przeglądzie Geologicznym”, „Wiadomościach Muzeum Ziemi”, „Czasopiśmie Geograficznym”, „Wszechświecie”, „Sprawozdaniach” Łódzkiego Towarzystwa Naukowego, „Roczniku” Polskiego Towarzystwa Geologicznego. Był doradcą Przedsiębiorstwa Hydrogeologicznego w latach 1950–1961, w okresie od 1954-1958 był radnym rady miejskiej w Łodzi. W 1974 został członkiem honorowym Polskiego Towarzystwa Geograficznego, ponadto od 1946 był członkiem korespondentem Łódzkiego Towarzystwa Naukowego. Od 1976 działał jako członek Międzynarodowej Asocjacji Hydrologicznej, należał również do Towarzystwa Wiedzy Powszechnej.
Zmarł 13 stycznia 1981. Został pochowany na cmentarzu katolickim na Dołach w Łodzi.

## Życie prywatne
Był żonaty z Ireną z domu Targowską (zm. 1944), z którą miał córkę Celinę Tyszewską (ur. 1914) – nauczycielkę i artystkę oraz syna Jana Różyckiego (ur. 1919) – geologa. Ponownie ożenił się w 1955 z Krystyną z d. Krucińską (ur. 1919).

## Publikacje
- Geologia dynamiczna, cz. 1 (Łódź,1950)
- Geologia dynamiczna, cz. 2 (Łódź,1951)
- Geologia historyczna (1953)[3]
- skrypty geologii dynamicznej i historycznej (1952–3)
- Trzeciorzęd Łodzi i okolic (Warszawa 1956)[2]
- Materiałów Archiwum Wierceń (1959 i 1965)[3]

## Ordery i odznaczenia
- Złoty Krzyż Zasługi (1956)[2]
- Honorowa Odznaka miasta Łodzi[3]
- Odznaka honorowa „Za walkę o szkołę polską” (1935)